# Heteroteuthis hawaiiensis
Heteroteuthis hawaiiensis (Berry, 1909) è una specie nativa dell'oceano Pacifico centrale e occidentale appartenente alla famiglia dei Sepiolidae. 

## Distribuzione e habitat
Si trova nelle acque delle isole Hawaii, Bonin, isole Ryukyu, Indonesia e grande baia Australiana. Si può anche segnalare la sua presenza a Banc Combe, nel sudovest del Pacifico. Nuota fino a 820 m di profondità.

## Descrizione
È simile a un calamaro, il mantello misura circa 30 mm di lunghezza. Per difendersi dai predatori può emettere inchiostro o nascondersi, quando c'è poca luce (alba e tramonto) emettendo luce e rendendo così la propria sagoma poco visibile.

## Comportamento
Durante la notte si sposta verso la superficie per nutrirsi.

## Conservazione
La sua popolazione è ancora troppo poco conosciuta, quindi viene classificata come "dati insufficienti" (DD).